# Jan Henryk Dąbrowski

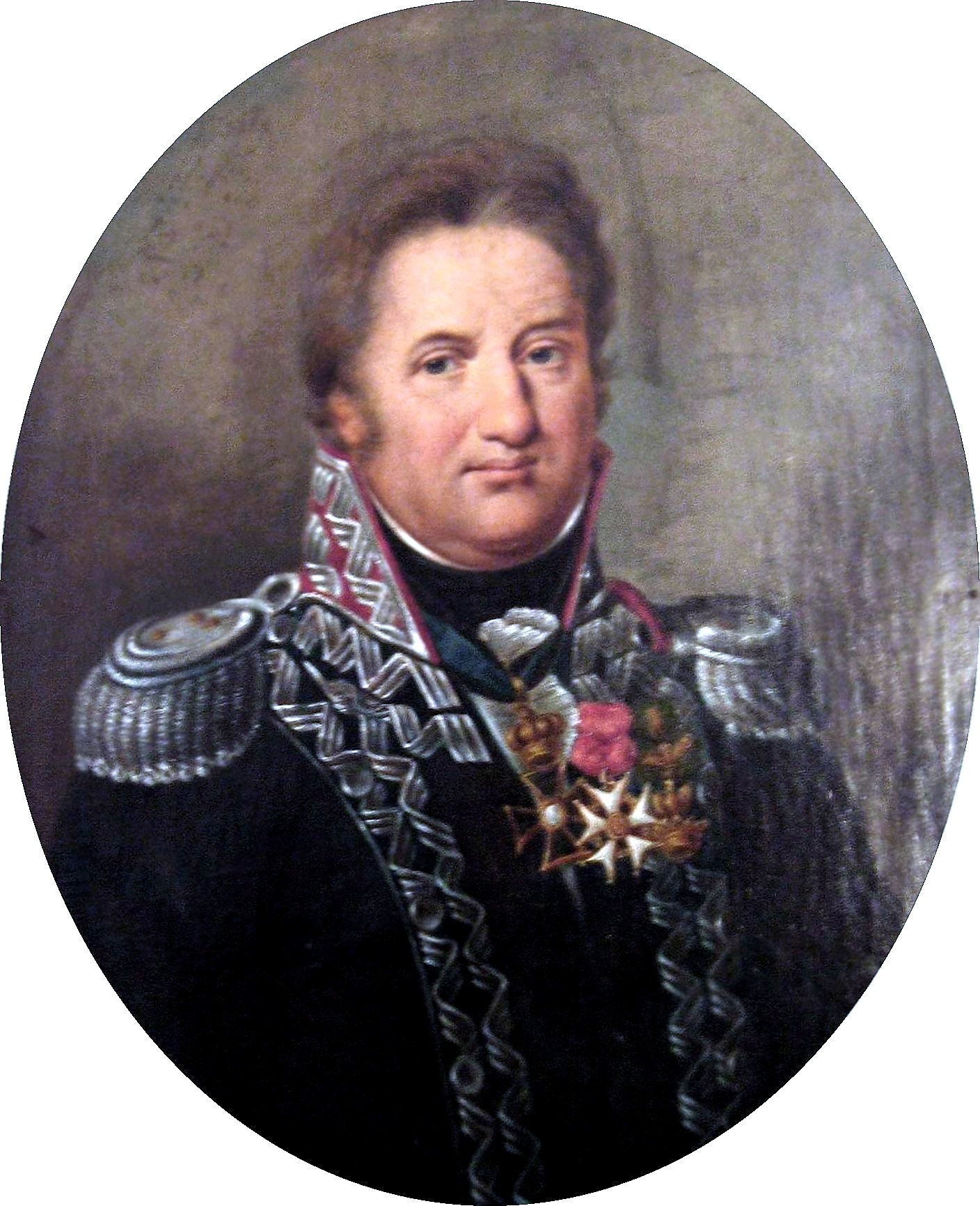
Jan H. Dąbrowski 1818 előtt készült portréja

Jan Henryk Dąbrowski (Pierzchowice, 1755, augusztus 29. – Winna Góra, 1818. június 6.) lengyel tábornok és nemzeti hős.

## Élete
Dąbrowski Szászországban nevelkedett, néhány évig szolgált a szász hadseregben is. Később Drezdai katonai iskolába járt, ahol felkérték, hogy reformálja meg a lengyel lovasságot. 1792-től harcolt az oroszok ellen Lengyelország felszabadításáért. A Tadeusz Kościuszko által vezetett sikertelen felkelés során olyan sikerrel küzdött – többek között Varsó védelmében –, hogy Kościuszko tábornokká nevezte ki, és az összeomlás után maguk az oroszok is katonai rangot ajánlottak neki, amit ő elutasított.
1796-tól képességeivel Bonaparte Napóleont támogatta, akitől Lengyelország felszabadítását remélte. Észak-Itáliában lengyel légiót szervezett, és támogatta Napóleon hadműveleteit. Kiemelkedő szerepe volt az 1799-es trebbiai csatában. Az évek alatt a lengyelekben egyre nőtt az elégedetlenség, amiért hazájuktól távol kell harcolniuk. Az 1801-es lunéville-i béke, mely a franciák és a Habsburg Birodalom között köttetett, annyira felháborította a lengyel légiót, hogy a hadvezetés lázadástól tartva inkább feloszlatta azt. Ezután Dąbrowski az Olasz Köztársaságot szolgálta.
1806-ban ismét csatlakozott Napóleonhoz, és újraszervezte hadseregét, mivel Napóleon Oroszország megtámadását tűzte ki célul. Bár Danzignál és a friedlandi csatában kiválóan harcolt, de kerülte az összecsapást a védekező lengyel alakulatokkal. 1807-ben megalakult a Varsói Hercegség, a Napóleoni Francia Császárság csatlós államaként. Ekkor Dąbrowski visszavonult Poznańba. Józef Poniatowski vezénylete alatt 1808-ban a Habsburg birodalom ellen fordul, s a raszyni csata után bevonulnak Galíciába, és elfoglalják Krakkót. 1812-ben a Grande Armée lengyel alakulatainak élén vett részt a Moszkva elleni támadásban. Az orosz tél által megtizedelt seregeire a végső csapást a Berezina folyónál mérték, ahol Dąbrowski is megsebesült. 1813-ban a Lipcsei csatában még Auguste Marmont marsall vezénylete alatt küzdött, ám a következő évben visszatért Lengyelországba.

A Dąbrowski család címere

Egyike volt azoknak a tábornokoknak, akiket a cár megbízott a lengyel hadsereg megalakításával, ahol vezető tisztségeket töltött be. 1815-ben megkapta a Fehér Sas-rend kitüntetést, mely a legmagasabb elismerést jelentette. A következő évben visszavonult, Poznań melletti Winna Górára, ahol több hadtörténeti művet írt lengyel nyelven. Itt halt meg 1818-ban, 62 éves korában.

## Családja
Apja Jan Michał Dąbrowski (1718-1779) ezredes volt, anyja Zofia Maria von Lettow. Fiai Jan Michał (1783-1827), aki tábornoki rangig vitte, és Bronisław (1815-1880).

## Fordítás
- Ez a szócikk részben vagy egészben  a   Jan Henryk Dąbrowski című lengyel Wikipédia-szócikk fordításán alapul.  Az eredeti cikk szerkesztőit annak laptörténete sorolja fel. Ez a jelzés csupán a megfogalmazás eredetét és a szerzői jogokat jelzi, nem szolgál a cikkben szereplő információk forrásmegjelöléseként.